# Le avventure di Ford Fairlane
Le avventure di Ford Fairlane (The Adventures of Ford Fairlane) è un film statunitense del 1990 diretto da Renny Harlin.

## Trama
Ford Fairlane è un detective che sta indagando nell'ambiente dell'industria musicale di Los Angeles per scoprire chi ha ucciso un suo amico.

## Riconoscimenti
Ai Razzie Awards 1990 il film si è aggiudicato tre premi: peggior film, peggior attore protagonista (Andrew Dice Clay) e peggiore sceneggiatura (Daniel Waters, James Cappe e David Arnott).